# 스크래치 모딩
스크래치 모딩이란 MIT 미디어 랩에서 개발한 교육용 프로그래밍 언어인 스크래치에 기능을 추가하는 행위이다.

## 버전별 모딩

### 1.4 버전
1.4 버전을 모딩할 경우 스몰토크와 스퀵을 먼저 익혀야 한다. 대표적인 스크래치 1.4 모드에는 Bingo, Dream, Insanity, BYOB, Snap, Explore 등이 있다.

### 2.0 모딩
2.0 버전을 모딩할 경우 액션스크립트를 먼저 익혀야 한다.